# Utbildning i Singapore
Utbildning i Singapore är uppbyggd med förskola i botten och en grundläggande primär- och sekundärutbildning omfattande åldrarna 6-16 år. Beroende på vilken sekundärskoleexamen som har avlagts och betygen vid denna kan eleverna vid 16 års ålder gå vidare till yrkesutbildning, högre yrkesutbildning eller universitetsförberedande utbildning. Det finns fem universitet öppna för dem som genomgått universitetsförberedande utbildning och en högskola för dem som vill gå vidare efter högre yrkesutbildning. 

## Förskola
Förskolan är treårig och omfattar barn i åldrarna 3-6 år och har en varaktighet av 2,5 - 4 timmar per dag fem dar i veckan. Engelska och Mandarin lärs ut från och med 4 års ålder. Förskolorna drivs som friskolor av politiska grupper, religiösa grupper, sociala organisationer och företag. Singapores statsbärande parti, People's Action Party, driver 247 förskolor genom sin sociala gren PAP Community Foundation.

## Primär utbildning
Den grundläggande obligatoriska ungdomsskolan (Primary School) omfattar åldrarna 6-11 år och årskurserna 1-6 (Primary 1-6). Årskurs 1-4 ger en grundläggande utbildning (Foundation Stage); årskurs 5-6 ger en fortsatt för högre studier förberedande utbildning (Orientation Stage). Vid slutet på årskurs sex avlägger alla elever en primärskoleexamen (Primary School Leaving Examination) (PSLE).

## Sekundär utbildning
Den sekundära ungdomsskolan (Secondary School) är fyra- eller femårig och omfattar åldrarna 12-15 eller 12-16 år och årskurserna Secondary 1-4 eller Secondary 1-5. Utbildningen på special- och expressprogrammen (Special Course, Express Course) leder fram till Singapore-Cambridge General Certificate of Education 'Ordinary'  (GCE 'O') (realexamen) på fyra år. Normalprogrammet (Normal Course), med studieförberedande eller teknisk inriktning, leder till Singapore-Cambridge General Certificate of Education 'Normal'  (GCE 'N') (grundskoleexamen) på fyra år. Efter ytterligare ett års studier kan GCE 'O' avläggas. Denna skolform kan vara statlig, statsunderstödd eller fristående. Beroende på vilken examen som har avlagts och betygen vid denna kan eleverna gå vidare till yrkesutbildning, högre yrkesutbildning eller universitetsförberedande utbildning.

## Yrkesutbildning
Det tekniska institutet (Institute of Technical Education) (NTI) är tvåårigt och eleverna antas efter sina betyg vid GCE 'N' eller GCE 'O'-examina. Utbildningen leder fram till en yrkesexamen (National ITE Certificate). Utbildningen kan också ges som lärlingsutbildning i samarbete mellan NTI och arbetslivet. Trots att nästan all utbildning är tvåårig, finns det två kvalifikationsnivåer, Nitec och Higher Nitec. Som exempel på den första nivån finns Nitec in Pastry and Baking vilket ger en yrkesutbildning som konditor och bagare. Som exempel på den senare finns Higher Nitec in Marine Engineering vilket ger en yrkesutbildning till fartygstekniker. Omkring 25 % av varje årskull studerar vid NTI. Denna utbildningsnivå torde motsvara yrkesprogram vid svensk gymnasieskola.

## Högre yrkesutbildning
Högre yrkesutbildning ges vid de polytekniska skolorna (Polytechnics), som är treåriga och där studenterna antas efter sina betyg vid GCE 'O'eller GCE 'A' [se nedan] eller sina slutbetyg från NTI. Omkring 40 % av varje årsklass studerar vid ett Polytechnic. En högre yrkesutbildningsexamen kallas Diploma. Denna utbildningsnivå torde motsvara svensk yrkeshögskola.

## Universitetsförberedande utbildning
Den universitetsförberedande utbildningen är antingen tvåårig (Junior College) eller treårig (Centralised Institutes) och leder fram till Singapore-Cambridge General Certificate of Education 'Advanced' (GCE 'A') (studentexamen). Eleverna antas efter betygen vid sina GCE 'O'-examina varvid den förra utbildningsgången kräver ett högre medelbetyg. Denna utbildningsnivå torde vara betydligt mer kvalificerad än svensk gymnasieskola på teoretiskt program. Efter avlagd examen kan studenterna läsa vidare vid universitet eller vid högre yrkesutbildning (se ovan).

## Universitet
Singapore har fem universitet, fyra statliga och ett privat, vilka ger en akademisk utbildning upp till och med forskarutbildningsnivå.
- National University of Singapore, statligt forskningsuniversitet.
- Nanyang Technological University, statligt tekniskt forskningsuniversitet.
- Singapore Management University, statligt universitet med inriktning på företagsekonomi, juridik och systemvetenskap.
- Singapore University of Technology and Design, statligt universitet med inriktning mot teknologi och arkitektur.
- SIM University, privat.[15]

Det finns också en högskola, Singapore Institute of Technology, vilken ger den som genomgått en högre yrkesutbildning (Polytechnic) möjlighet att läsa vidare till en akademisk utbildning på grundnivå (kandidat, ingenjör).